# Остин, Тейвон
Тейвон Уэсли Остин (англ. Tavon Wesley Austin; 15 марта 1990, Балтимор, Мэриленд) — профессиональный американский футболист, принимающий клуба НФЛ «Джэксонвилл Джагуарс». На студенческом уровне выступал за команду университета Западной Виргинии. Обладатель Награды Пола Хорнанга самому универсальному игроку студенческого футбола по итогам сезона 2012 года. На драфте НФЛ 2013 года был выбран в первом раунде под общим восьмым номером.

## Биография
Тейвон Остин родился 15 марта 1990 года в Балтиморе. Один из четырёх детей в семье. Он учился в старшей школе имени Пола Лоренса Данбара. Остин был одним из лидеров её футбольной команды, трижды побеждал с ней в чемпионате штата. Дважды его признавали Игроком года в нападении в Мэриленде. За время своей карьеры он принёс команде 790 очков, занёс 123 тачдауна, набрал 9 258 ярдов суммарно и 7 962 ярда на выносе. Все эти показатели стали рекордными для школы.

### Любительская карьера
После окончания школы Остин поступил в университет Западной Виргинии. В турнире NCAA он дебютировал в 2009 году, сыграв в тринадцати матчах, в основном в роли возвращающего. В сезоне 2010 года он стал одним из основных ресиверов команды. Остин провёл тринадцать матчей и стал лидером Маунтинирс с 787 ярдами на приёме. По итогам года сайт rivals.com включил его в сборную звёзд конференции Big East.
Перед началом сезона 2011 года тренеры команды перевели Остина на позицию слот-ресивера. В тринадцати матчах он набрал 1 186 ярдов, его 101 приём стал новым рекордом университета. Также он стал лучшим игроком Big East на возвратах пантов. По итогам сезона его включили в состав сборной звёзд NCAA по версии CBS, Остин был признан Игроком года специальных команд в конференции.
В 2012 году Остин суммарно набрал 2 910 ярдов, став лучшим в конференции Big 12 и вторым в NCAA. Тренерский штаб активно использовал его и в роли раннинбека. В тринадцати играх он набрал лучшие в карьере 643 ярда на выносе. В игре с Оклахомой Остин заработал 572 ярда, показав второй результат в истории поддивизиона FBS I дивизиона NCAA. В феврале 2013 года он стал лауреатом Награды Пола Хорнанга, вручаемой самому универсальному игроку студенческого футбола.

#### Статистика выступлений в NCAA
| Сезон | Команда                  | Игры | Приём | Приём | Приём | Приём | Вынос | Вынос | Вынос | Вынос |
| Сезон | Команда                  | Игры | Rec   | Yds   | Y/A   | TD    | Att   | Yds   | Y/A   | TD    |
| ----- | ------------------------ | ---- | ----- | ----- | ----- | ----- | ----- | ----- | ----- | ----- |
| 2009  | Вест Виргиния Маунтинирс | 13   | 15    | 151   | 10,1  | 1     | 6     | 47    | 7,8   | 1     |
| 2010  | Вест Виргиния Маунтинирс | 13   | 58    | 787   | 13,6  | 8     | 16    | 161   | 10,1  | 1     |
| 2011  | Вест Виргиния Маунтинирс | 13   | 101   | 1 186 | 11,7  | 8     | 16    | 182   | 11,4  | 1     |
| 2012  | Вест Виргиния Маунтинирс | 13   | 114   | 1 289 | 11,3  | 12    | 72    | 643   | 8,9   | 3     |
| Всего | Всего                    | 52   | 288   | 3 413 | 11,9  | 29    | 110   | 1 033 | 9,4   | 6     |

### Профессиональная карьера

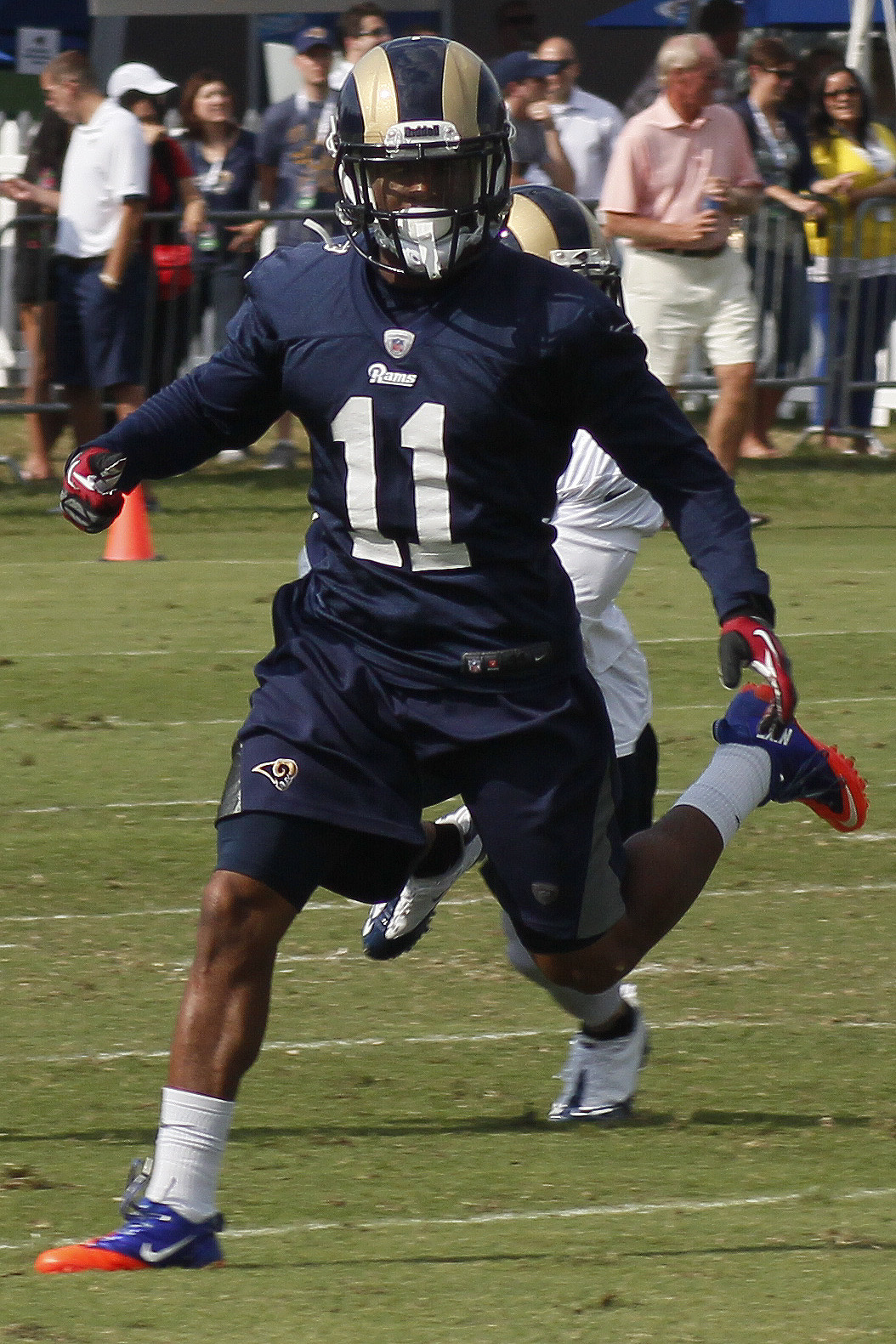
Тейвон Остин в составе «Рэмс» в 2013 году.

Перед драфтом НФЛ 2013 года аналитик сайта Bleacher Report Сигмунд Блум отмечал способность Остина играть принимающим, бегущим и специалистом по возвратам пантов и начальных ударов. Среди плюсов игрока он отмечал умение уходить от захватов на открытом пространстве, его высокую скорость и агрессивный менталитет. К недостаткам Блум относил антропометрические данные Остина, делавшие его зависимым от схемы. Будущим игрока он называл место слот-ресивера в команде, использующей концепцию широкого нападения с большим количеством свободных зон.

#### Рэмс
На драфте Остин был выбран клубом «Сент-Луис Рэмс» под общим восьмым номером. В июне он подписал четырёхлетний контракт на общую сумму 12,75 млн долларов. В дебютном сезоне он сыграл в тринадцати матчах, сделав 40 приёмов на 418 ярдов. В большинстве розыгрышей Остин выходил на позицию слот-ресивера, использовали его и в спецкомандах. Он испытывал проблемы с уходом от защитников, на маршрутах в глубину поля часто проигрывал позицию корнербекам, допустил шесть ошибок при ловле мяча. При этом ему удалось всего четвёртым с 1960 года игроком, который в одном сезоне сделал тачдауны на приёме, выносе и возврате панта не менее чем на 60 ярдов. Летом 2014 года в интервью Associated Press Остин сказал, что многие его трудности были связаны с изучением плейбука, который как будто был написан на испанском языке. В сезоне 2014 года он сыграл пятнадцать матчей, сделав 31 приём на 242 ярда. Падение эффективности игрока связывали с тем, что координатор нападения Брайан Шоттенхаймер чаще стремился задействовать его в роли раннинбека, хотя антропометрические данные Остина мало подходили для ориентированной на вынос игры.
Весной 2015 года «Рэмс» выбрали на драфте бегущего Тодда Герли, что дало возможность изменить роль Остина в нападении. Играя в тандеме с Герли, он набрал 473 ярда на приёме и 434 ярда на выносе, суммарно сделав десять тачдаунов. Летом 2016 года клуб продлил контракт с ним на четыре года, сумма нового соглашения составила 42 млн долларов. По ходу регулярного чемпионата прогрессировать ему не удалось. В пятнадцати матчах Остин набрал на приёме 509 ярдов, сделав только три тачдауна. Отчасти снижение результативности было связано с неубедительной игрой квотербеков «Рэмс» Кейса Кинама и новичка Джареда Гоффа. На пользу принимающему должны были пойти замена главного тренера команды Джеффа Фишера на Шона Маквея и приход из «Баффало Биллс» ресивера Роберта Вудса. В мае 2017 года Остин перенёс операцию на левом запястье.
В сезоне 2017 года Остин был одним из самых высокооплачиваемых и при этом неэффективных игроков в составе Рэмс. В шестнадцати матчах чемпионата он сделал всего 13 приёмов на 47 ярдов, один из худших показателей в истории. Немного лучше он действовал на выносе, набрав 270 ярдов. В марте 2018 года он согласился на реструктуризацию своего контракта. Зарплата Остина была сокращена до 5 млн долларов за сезон, ещё 3 млн он мог получить в виде бонусов. После окончания сезона он получал статус свободного агента. Спустя месяц «Рэмс» обменяли его в «Даллас Каубойс», получив выбор шестого раунда драфта 2018 года. 

#### Даллас Каубойс
В регулярном чемпионате 2018 года Остин сыграл за «Каубойс» в семи матчах, набрав на приёме 140 ярдов. Он также разделил обязанности по возврату пантов с Коулом Бизли. Пропуск девяти игр был связан с травмой паха. Весной 2019 года Остин подписал новый годичный контракт, заменив ушедшего Бизли на позиции слот-ресивера. С приходом на пост координатора нападения Келлена Мура, его игровое время выросло. В чемпионате 2019 года Остин сыграл четырнадцать матчей, но роста эффективности не продемонстрировал. За сезон он набрал на приёме 177 ярдов, на выносе — 47 ярдов. Одновременно снизилась его полезность и в спецкомандах, на возвратах панта Остин принёс команде только 84 ярда.

#### Дальнейшая карьера
В августе 2020 года Остин подписал контракт с «Сан-Франциско Форти Найнерс», но за команду так и не сыграл. В сентябре он был внесён в список травмированных из-за проблем с коленом, а в конце октября покинул клуб. В конце ноября Остин был приглашён в «Грин-Бэй Пэкерс». До конца регулярного чемпионата он принял участие в четырёх играх, набрав на приёме 20 ярдов. После окончания сезона он получил статус свободного агента. 
В августе 2021 года Остин подписал соглашение с «Джэксонвилл Джагуарс», желавшим добавить глубины состава на позиции принимающего.

#### Статистика выступлений в НФЛ

##### Регулярный чемпионат
| Сезон | Команда              | Игры | Приём | Приём | Приём | Приём | Вынос | Вынос | Вынос | Вынос |
| Сезон | Команда              | Игры | Rec   | Yds   | Y/A   | TD    | Att   | Yds   | Y/A   | TD    |
| ----- | -------------------- | ---- | ----- | ----- | ----- | ----- | ----- | ----- | ----- | ----- |
| 2013  | Сент-Луис Рэмс       | 13   | 40    | 418   | 10,5  | 4     | 9     | 151   | 16,8  | 1     |
| 2014  | Сент-Луис Рэмс       | 15   | 31    | 242   | 7,8   | 0     | 36    | 224   | 6,2   | 2     |
| 2015  | Сент-Луис Рэмс       | 16   | 52    | 473   | 9,1   | 5     | 52    | 434   | 8,3   | 4     |
| 2016  | Лос-Анджелес Рэмс    | 15   | 58    | 509   | 8,8   | 3     | 28    | 159   | 5,7   | 1     |
| 2017  | Лос-Анджелес Рэмс    | 16   | 13    | 47    | 3,6   | 0     | 59    | 270   | 4,6   | 1     |
| 2018  | Даллас Каубойс       | 7    | 8     | 140   | 17,5  | 2     | 6     | 55    | 9,2   | 0     |
| 2019  | Даллас Каубойс       | 14   | 13    | 177   | 13,6  | 1     | 6     | 47    | 7,8   | 1     |
| 2020  | Грин-Бэй Пэкерс      | 4    | 5     | 20    | 4,0   | 0     | 0     | 0     | 0,0   | 0     |
| 2021  | Джэксонвилл Джагуарс | 10   | 14    | 132   | 9,4   | 1     | 0     | 0     | 0,0   | 0     |
| Всего | Всего                | 110  | 234   | 2 158 | 9,2   | 16    | 196   | 1 340 | 6,8   | 10    |

* На 19 декабря 2021 года

##### Плей-офф
| Сезон | Команда           | Игры | Приём | Приём | Приём | Приём | Вынос | Вынос | Вынос | Вынос |
| Сезон | Команда           | Игры | Rec   | Yds   | Y/A   | TD    | Att   | Yds   | Y/A   | TD    |
| ----- | ----------------- | ---- | ----- | ----- | ----- | ----- | ----- | ----- | ----- | ----- |
| 2017  | Лос-Анджелес Рэмс | 1    | 0     | 0     | 0,0   | 0     | 0     | 0     | 0,0   | 0     |
| 2018  | Даллас Каубойс    | 2    | 2     | 5     | 2,5   | 0     | 1     | -3    | -3,0  | 0     |
| 2020  | Грин-Бэй Пэкерс   | 2    | 0     | 0     | 0,0   | 0     | 0     | 0     | 0,0   | 0     |
| Всего | Всего             | 5    | 2     | 5     | 2,5   | 0     | 1     | -3    | -3,0  | 0     |